# Stopplaats Epse
Stopplaats Epse (Eps) is een voormalige halte aan Staatslijn A tussen Arnhem en Leeuwarden. De stopplaats van Epse lag tussen de huidige stations van Zutphen en Deventer. Stopplaats Epse was in gebruik van 1890 tot 16 december 1918.